# Willamette University College of Law
La Willamette University College of Law es una escuela de derecho privada ubicada en Salem, Oregon, Estados Unidos. Fundada en 1842, la Universidad de Willamette es la universidad más antigua del oeste de los Estados Unidos. La Facultad de Derecho, fundada en 1883, es la facultad de derecho más antigua del noroeste del Pacífico. El campus está ubicado frente al Capitolio del Estado de Oregon y el Edificio de la Corte Suprema de Oregon; mientras que la facultad está ubicada en el Centro Legal Truman Wesley Collins.
Ofrece inscripción a tiempo completo y a tiempo parcial para el título de Doctor en Jurisprudencia (JD), programas de titulación conjunta y una Maestría en Derecho (LL. M.). Los programas de titulación conjunta permiten a los estudiantes obtener un JD y una Maestría en Administración de Empresas (MBA) al mismo tiempo en un programa de cuatro años, o completar una licenciatura y un JD en seis años. La revista jurídica más antigua de la facultad es Willamette Law Review, que comenzó en 1960 y se encuentra en el Oregon Civic Justice Center. Según las divulgaciones exigidas por la ABA de 2016 de Willamette, el 52,63 % de la promoción de 2016 obtuvo un empleo a tiempo completo, a largo plazo, requerido por JD nueve meses después de la graduación. De todos los graduados de 2016 que pasaron el listón, el 84,31 % tenía un empleo a tiempo completo, a largo plazo, requerido por JD.